# Sanyuanli-Vorfall
Kowloon – 1. Chuenpi – 1. Chusan – Damm – 2. Chuenpi – Humen – First Bar Island – Whampoa Island – Broadway – 1. Kanton – 2. Kanton – Sanyuanli – Amoy – 2. Chusan – Zhenhai – Ningbo – Ciqi – Zhapu – Wusong – Zhenjiang – Nerbudda
Beim Vorfall von Sanyuanli kam es am 30./31. Mai 1841 zu Gefechten zwischen einer Menschenmenge chinesischer Zivilisten und Truppen des britischen Expeditionskorps, welche nach der Zweiten Schlacht bei Kanton wenige Kilometer nördlich der umkämpften Küstenstadt Kanton vorgerückt waren. Die Gefechte wurden auf Befehl der örtlichen Qing-Behörden beendet. Das Geschehen wurde ein wichtiger Anknüpfungspunkt des chinesischen Nationalismus.

## Hintergrund
Im Verlauf des Ersten Opiumkrieges konnte das britische Expeditionskorps unter dem Generalbevollmächtigten Charles Elliot durch die Zerstörung der Küstenverteidigung im Perlflussdelta und erfolgreiche Angriffe gegen die Hafenstadt Kanton den ranghöchsten Beamten des Kaisers in Guangdong Yishan zu diplomatischen Zugeständnissen zwingen. Am 26. Mai konnten die Briten die Stadt vom Norden durch Bodentruppen und von ihren Schiffen im Süden mit Artillerie beschießen. Infolgedessen kapitulierte Yishan und erklärte die Kampfhandlungen in der ganzen Provinz am 29. Mai 1841 für beendet.
Die Briten begannen am 26. Mai mit der Aussendung geschlossener Einheiten zur Beschaffung von Vorräten im nördlichen Umland der Stadt. Laut chinesischen Berichten hatten die britischen Soldaten einen Tempel geplündert, Särge mit einbalsamierten Leichnamen geöffnet und mindestens eine Vergewaltigung begangen. Bezüglich der Plünderungen sowie der Sargöffnung liegen Augenzeugenberichte in den militärischen Unterlagen sowie in autobiographischer Literatur vor. Zu Vergewaltigungsfällen liegt ein Bericht aus autobiographischer Literatur vor.

## Verlauf

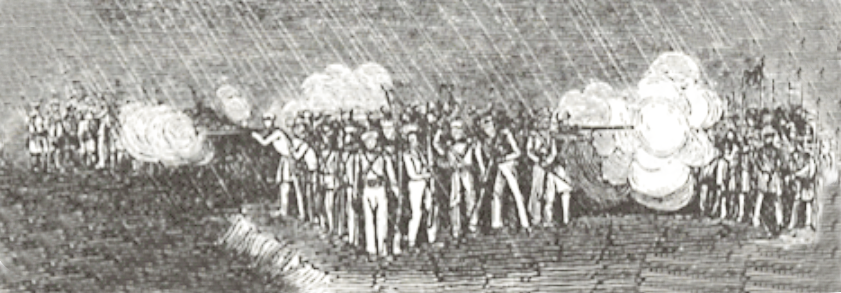
Skizze der britischen Truppen im Gefecht bei Sanyuanli, John Ouchterlony, 1844

Am 30. Mai bemerkten britische Truppen am Sifang-Fort eine größer werdende Menschenmenge, die aus den umliegenden Dörfern mit Nahkampfwaffen und landwirtschaftlichen Arbeitsgeräten zusammenströmte. Mehrere Kilometer entfernt von der britischen Position bildeten sich Formationen, welche die Briten auf rund 5000 Mann schätzten. Der britische Befehlshaber Hugh Gough sandte einen Teil seiner Soldaten aus, um diese anzugreifen. Die chinesischen Irregulären fielen zurück und gingen dann zum Gegenangriff über. Die angreifende britische Einheit war mit Steinschlossmusketen ausgerüstet. Durch das Regenwetter des Tages waren ihre für Feuchtigkeit anfälligen Gewehre kaum einsatzfähig. Nach einem Nahkampf befahl Gough den Rückzug, worauf sich nach seiner Schilderung auch die angegriffenen Irregulären zurückzogen. Als die Truppen wieder am Sifang-Fort angekommen waren, stellte Gough fest, dass eine Kompanie indischer Infanterie nicht zurückgekehrt war. Gough befahl zwei Kompanien Marineinfanterie, welche mit Perkussionsschlossmusketen ausgerüstet waren, diese zu finden und zurückzubringen. Die Marineinfanteristen fanden die Kompanie umringt von mehreren tausend Dörflern und eröffneten das Feuer. Die britischen Soldaten zogen sich nun auf das Fort Sifang zurück. Am 31. Mai 1841 wurde das Fort von 10.000 bis 15.000 Menschen aus den Dörfern umringt.
Gough nahm infolgedessen Kontakt mit den Qing-Behörden auf und forderte sie auf, die Menge zu zerstreuen. Sollte dies nicht geschehen, würden die verbliebenen britischen Einheiten Kanton durch Artilleriebeschuss vernichten. Auf Befehl des Gouverneurs von Lianguang Qi Gong zerstreute der örtliche Beamte Yu Baochun mit dem Hinweis auf den Friedensschluss Yishans die Menge. Yu selbst hatte gegenüber seinem Vorgesetzten vorgeschlagen, die Dörfler durch eine Einheit Yong zu unterstützen.

## Folgen
Die britischen Militärberichte variieren leicht und geben für die beiden Tage fünf bis sieben Tote und 23 bis 42 Verwundete an. Die Diskrepanz ist auf Tod und Verwundung ohne direkte Feindeinwirkung zu erklären, so starb unter anderem ein Offizier in Goughs Stab an den Folgen einer Hitzeerschöpfung. Die chinesischen Zahlen geben eine Vielzahl von Berichten wieder, welche die Zahl der britischen Toten von zehn bis 748 angeben. In der modernen Geschichtsschreibung finden sich oft rund 200 britische Gefallene. Keine dieser Zahlen beruht nachweislich auf einem Augenzeugenbericht, und zahlreiche Berichte geben wahrheitswidrig den Verlust von britischen Offizieren im Gefecht wieder. Unter anderem sei James Bremer geköpft worden, der sich zur Zeit der Kämpfe jedoch auf dem Rückweg zur See von Britisch-Indien befand. Die Zahl der chinesischen Toten und Verwundeten ist unbekannt.
Der Befehlshaber der Qing in Guangdong, Yishan, gab in seinen Berichten die Ereignisse als Aktion seiner Streitkräfte mit spontaner Unterstützung von Freiwilligen aus. Im Laufe des Sommers kursierten Berichte an Gelehrte, unter anderem Bao Shichen, welche die Initiative der Dorfbevölkerung hervorstellten und deren Widerstand heroisierten. Yu wurde als Verräter kritisiert und gebrandmarkt. Er wurde aufgrund öffentlicher Unmutsbekundungen seines Postens enthoben. Die Ereignisse von Sanyuanli wurden von zahlreichen Zeitgenossen in Gedichten, Essays und Plakaten wiedergegeben und mythologisch überhöht.
Im Zuge der Modernisierungskrise der Qing-Dynastie wurde die Schlacht von Sanyuanli zu einem Anknüpfungspunkt chinesisch-nationalistischer Geschichtsschreibung, die jeweils den Ereignissen ihre politische Agenda überstülpten. In der Geschichtsschreibung der Kuomintang wurde Sanyuanli zu einer Geburtsstunde des Han-Nationalismus. In der Volksrepublik China wurde Sanyuanli als revolutionärer Akt des Guerillakriegs der Bauern gesehen. Der chinesische Historiker Mao Haijian interpretiert die Ereignisse als spontanen Widerstand gegen die britischen Verbrechen gegen die Zivilbevölkerung unter Leitung dörflicher Eliten, denen es vor allem um den Schutz der eigenen Dörfer ging. Schriftliche Zeugnisse der Teilnehmer und Anführer der Menschenmenge von Sanyuanli sind nicht erhalten.
Die Briten räumten Kanton vertragsgemäß am 1. Juni 1841.